# Rachicerus lepidus
Rachicerus lepidus är en tvåvingeart som beskrevs av Akira Nagatomi 1982. Rachicerus lepidus ingår i släktet Rachicerus och familjen vedflugor.
Artens utbredningsområde är Nepal. Inga underarter finns listade i Catalogue of Life.